# Mahalingapur(Rural), Mudhol
Mahalingapur(Rural) là một làng thuộc tehsil Mudhol, huyện Bagalkot, bang Karnataka, Ấn Độ.